# Coelioxys albonotata
Coelioxys albonotata là một loài Hymenoptera trong họ Megachilidae. Loài này được Schummel mô tả khoa học năm 1829.